# Bray-Saint-Christophe
Bray-Saint-Christophe es una comuna francesa, situada en el departamento de Aisne, de la región de Alta Francia.

## Demografía
| 66 | 83 | 67 | 55 | 72 | 68 | 79 | 68 |
| Para los censos de 1962 a 1999 la población legal corresponde a la población sin duplicidades (Fuente: INSEE [Consultar]) |    |    |    |    |    |    |    |